# Comuna Amzacea, Constanța
Amzacea este o comună în județul Constanța, Dobrogea, România, formată din satele Amzacea (reședința), Casicea și General Scărișoreanu.

## Demografie
Componența etnică a comunei Amzacea
     Români (79,71%)
     Turci (6,56%)
     Tătari (4,28%)
     Alte etnii (0,33%)
     Necunoscută (9,13%)
Componența confesională a comunei Amzacea
     Ortodocși (79,01%)
     Musulmani (10,84%)
     Alte religii (0,61%)
     Necunoscută (9,54%)
Conform recensământului efectuat în 2021, populația comunei Amzacea se ridică la 2.454 de locuitori, în scădere față de recensământul anterior din 2011, când fuseseră înregistrați 2.712 locuitori. Majoritatea locuitorilor sunt români (79,71%), cu minorități de turci (6,56%) și tătari (4,28%), iar pentru 9,13% nu se cunoaște apartenența etnică. Din punct de vedere confesional, majoritatea locuitorilor sunt ortodocși (79,01%), cu o minoritate de musulmani (10,84%), iar pentru 9,54% nu se cunoaște apartenența confesională.

## Politică și administrație
Comuna Amzacea este administrată de un primar și un consiliu local compus din 11 consilieri. Primarul, Laurențiu-Adrian Gobeajă[*], de la Partidul Național Liberal, este în funcție din 1 noiembrie 2024. Începând cu alegerile locale din 2024, consiliul local are următoarea componență pe partide politice:
|  | Partid                    | Consilieri | Componența Consiliului | Componența Consiliului | Componența Consiliului | Componența Consiliului | Componența Consiliului | Componența Consiliului | Componența Consiliului |
|  | ------------------------- | ---------- | ---------------------- | ---------------------- | ---------------------- | ---------------------- | ---------------------- | ---------------------- | ---------------------- |
|  | Partidul Național Liberal | 7          |                        |                        |                        |                        |                        |                        |                        |
|  | Partidul Social Democrat  | 3          |                        |                        |                        |                        |                        |                        |                        |
|  | Partidul S.O.S. România   | 1          |                        |                        |                        |                        |                        |                        |                        |